# Petit Núvol de Magalhães
El petit Núvol de Magalhães (Small Magellanic Cloud o SMC, en anglès) és una galàxia nana que sembla orbitar voltant la Via Làctia. Observada des dels temps prehistòrics pels habitants de l'hemisferi sud, sembla haver estat esmentada per primera vegada pel navegant Amerigo Vespucci en el relat del seu viatge dels anys 1503-1504, però fou el trajecte voltant el món de Fernão de Magalhães que, juntament amb el més gran, els popularitzà i que els donà nom.

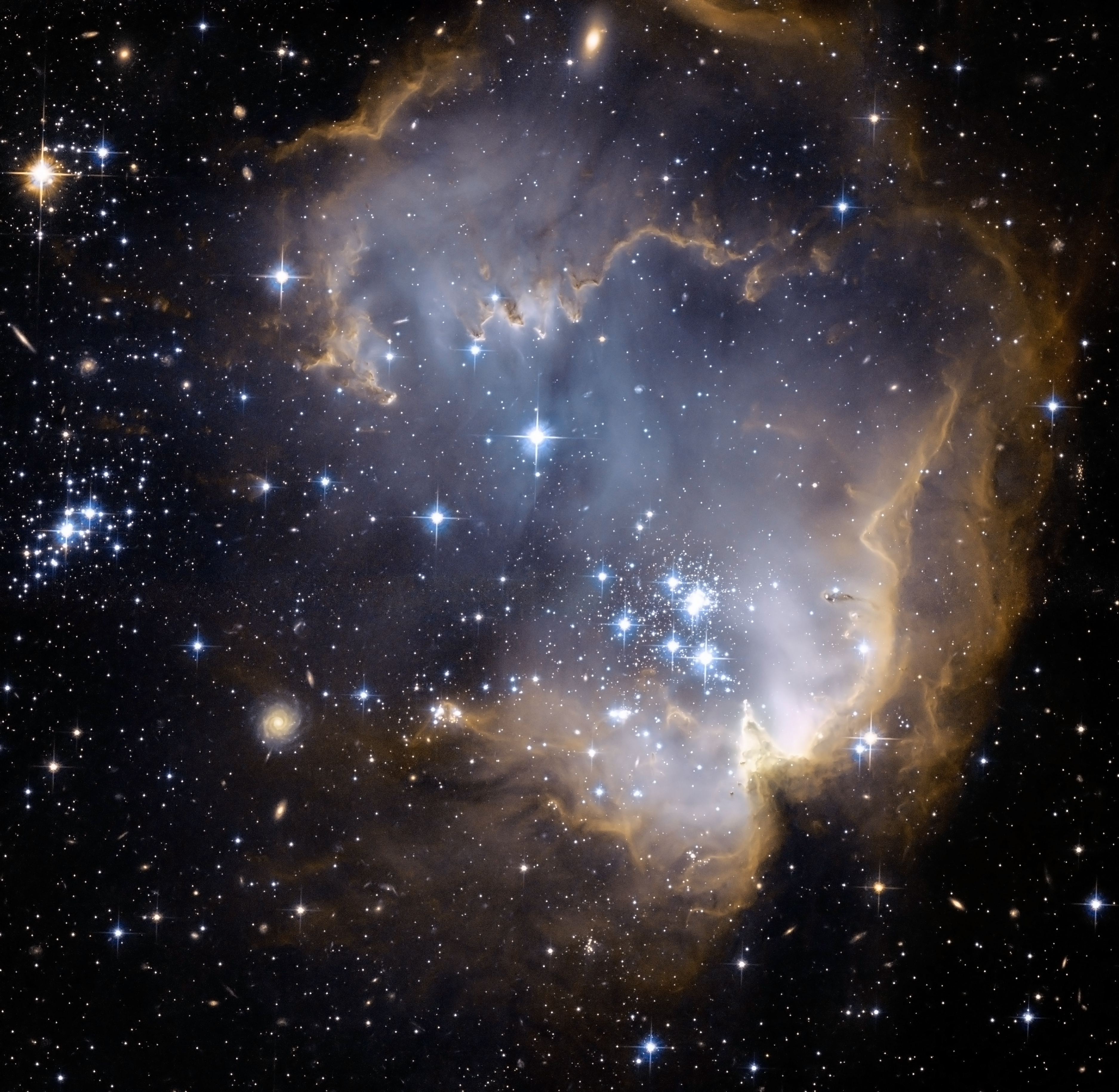
El Pétit Núvol de Magalhães

Situat a una distància de devers 210.000 anys llum, és un dels veïns més pròxims de la Via Làctia. Amb una magnitud aparent de 2,7, és també un dels objectes més allunyats que es pot veure a l'ull nu. Amb una declinació d'aproximadament −72°, és visible còmodament des de l'hemisferi sud. Situat a la constel·lació del Tucà apareix com una petita taca borrosa lletosa de devers 3º de llarg. Malgrat tot, a causa de la seva feble brillantor superficial, és més fàcil de veure des d'un lloc ombrívol, lluny dels llums de la ciutat.
Forma parella amb el Gran Núvol de Magalhães, situat 20º més a l'est. Com aquest és aparentment una antiga galàxia espiral barrada que ha estat deformada per les forces de marea de la Via Làctia. El Petit Núvol de Magalhães és també un membre del Grup local, el 4t objecte més pròxim de la nostra galàxia.
El Petit Núvol de Magalhães està unit al Gran Núvol per una estructura de gas i d'estrelles anomenat el Pont Magallànic. Contribueix també al Corrent Magallànic, una estructura visiblement arrencada als dos núvols per les forces de marea de la Via Làctia.
Curiosament, ha estat relacionat en el New General Catalogue amb el nombre NGC 292 mentre que el Gran Núvol no hi és.